# 前進吧！！高捷少女
《前進吧！！高捷少女》是以高捷少女為題材的輕小說系列，台灣中文版由尖端出版發行，日本版由GA文庫發行。

## 小說系列

### 臺灣出版
《前進吧！！高捷少女 日常》為本系列之第一本小說，2015年8月6日於臺北市漫畫博覽會首度發售。
- 作者：啞鳴、陽炎
- 插畫：Kaworu
- 出版：尖端出版

《前進吧！！高捷少女 音躍》承接系列第一本小說《前進吧！！高捷少女 日常》的劇情，為本系列第二本，於2016年4月7日出版發行。
- 作者：陽炎、甜咖啡
- 插畫：Riv
- 出版：尖端出版

《前進吧！！高捷少女 禮贈》為本系列第三本，於2017年2月2日出版發行。
- 作者：桐真、青次方
- 插畫：SIBYL
- 出版：尖端出版

《前進吧！！高捷少女 初夢》為本系列第四本，於2019年1月22日出版發行。
- 作者：D51
- 插畫：@ichigo
- 出版：尖端出版

《前進吧！！高捷少女 炫爛》為本系列第五本，於2020年7月30日出版發行。
- 作者：八千子、D51
- 插畫：@Lino、花染なぎさ(Hanazome Nagisa)
- 出版：尖端出版

《前進吧！！高捷少女 姬絆 一期生》為本系列第六本，和《前進吧！！高捷少女 姬絆 二期生》並採雙主線的方式敘述內容，於2021年8月12日出版發行。
- 作者：八千子
- 封面插畫：CloBA
- 章節插畫：初夏
- 出版：尖端出版

《前進吧！！高捷少女 姬絆 二期生》為本系列第六本，和《前進吧！！高捷少女 姬絆 一期生》並採雙主線的方式敘述內容，於2021年8月12日出版發行。
- 作者：無胥
- 封面插畫：亞果
- 章節插畫：初夏
- 出版：尖端出版

### 日本出版
《前進吧！高捷少女 湛藍時光》（日语：進め！たかめ少女高雄ソライロデイズ。）為發布於日本GA文庫網站的日文原創輕小說，於2015年9月開始連載，至2016年連載至第8話。。日文版單行本（ISBN 9784797384468）於2017年6月15日發行。2018年4月由尖端出版代理中文版。
- 作者：三木奈沙（日语：三木なずな）
- 插畫：初夏、Riv、兔姬、@ichigo
- 出版：GA文庫

## 漫畫系列

### 臺灣出版
《前進吧！！高捷少女(全)》於2020年7月30日出版發行。
- 作者：Level X 勇者漫畫工作室
- 出版：尖端出版

## 主要角色
小穹
曾在鹽埕埔站工作，現任職於美麗島站擔任站務員，較遊戲設定不同之處為與艾米莉亞同時進入高捷。
擁有過人的記憶力，常自稱左眼為「尼莫西妮之瞳」。曾幫助迷路的亦晨和家人團聚，後來負責帶領透過交流實習來到高捷的亦晨。
自第二本小說開始與艾米莉亞同居。（遊戲設定為同一棟出租套房）
艾米莉亞
任職於高雄捷運的司機員，小說之中受到上級指派，擔任原創角色儲備司機員小雅的教官。
堅信科學主義，受到小雅的挑戰後決定揭開高捷七不可思議的真相。
耐耐
任職於高雄捷運的客服員，進入高捷的時間比小穹和艾米莉亞晚。
婕兒
為高雄捷運首席工程師。
亦晨
為小說版加入之角色。任職於高雄捷運的實習站務員，來自台北。因台北捷運與高雄捷運的交流實習計畫而來到高雄捷運實習，為小穹的後輩。
成為站務員的契機為小學六年級時到高雄遊玩，卻在鹽埕埔站與親人分散，後來受到小穹的幫助而找到媽媽，從此相當仰慕小穹，立志成為和小穹一樣厲害的站務員。
由於天生怕冷，因此值班時總是圍著一條鴨子圖案的圍巾。
小雅
本名為高靖雅，為小說版加入之角色。任職於高雄捷運的儲備司機員，艾米莉亞的後輩。
有著一頭短髮，身高176公分（自稱與玉山不相上下），胸部卻是有如嘉南平原一樣的飛機場，容易讓人誤認為是男生。
娟姊
捷運美麗島站站長，為小說版加入之角色。
典型的蘿莉身材與臉蛋，卻散發著成熟穩重的氣質。因為外型導致年過30仍嫁不出去，有時會躲到廁所轉換心情（詛咒）至深夜。為小說版提到的高捷七不思議之一。

## 目錄
《前進吧！！高捷少女 日常》
- 小穹篇
  - 第一站：在月台徘徊的老奶奶
  - 第二站：狡猾如影的黑貓

- 艾米莉亞篇
  - 第三站：高捷七不思議
  - 第四站：最美麗的花朵

《前進吧！！高捷少女 音躍》
- 小穹、艾米莉亞篇
  - 第一站：高捷文創祭
  - 第二站：孤獨少女蕾絲莉

- 耐耐、婕兒篇
  - 第三站：穹頂之下的天籟
  - 第四站：悄然奔走的身影

《前進吧！！高捷少女 禮贈》
- 楔子
- 小穹、艾米莉亞篇
  - 第一站：三原色的美好世界
  - 第二站：令世界美好的三原色

- 耐耐、婕兒篇
  - 第一站：婕兒失憶？尋找遺失的本體！
  - 第二站：偵探耐耐*助手小穹=高捷愛少女組！？

《前進吧！！高捷少女 初夢》
- 第一站：尋物少年
- 第二站：神秘客
- 第三站：美食記者

《前進吧！！高捷少女 炫爛》
- 第一期篇
  - 第一站：一百分的新商品
  - 第二站：九十九分的愛心
- 第二期篇
  - 第一站：笑容大作戰
  - 第二站：神秘的黃道十二宮之力

《前進吧！！高捷少女 姬絆 一期生》
- 第一站：小小穹
- 第二站：小小站務員不會夢到司機員前輩
- 第三站：怪盜皇子的挑戰書
- 第四站：這裡不是萊辛巴赫

《前進吧！！高捷少女 姬絆 二期生》
- 第一站：二十一世紀少女
- 第二站：尋找人類真諦之旅
- 第三站：名偵探安琪事件簿
- 第四站：魔法與科學與夜宴
- 次元狹縫之站：頂上戰爭

《前進吧！高捷少女 湛藍時光》
- 本篇
  - 啟程：光芒下的邂逅（光の中の出会い）
  - R1：在捷運尋找樂趣是否搞錯了什麼？（[c]）
  - R2：——犯人就在這裡頭！？
  - R3：新企劃、啟動！！（新プロジェクト、始動!!）
  - R4：抬·起·頭·來？（顔・を・上・げ・て？）
  - R5：我們是「高捷少女」！！（わたしたち“たかめ少女”です!!）
  - 終站：大家辛苦了♪（おつかれさま♪）

- 短篇故事
  - O1：心兒怦怦跳！聖誕節約會！！（ドキドキ！クリスマスデート!!）
  - O2：前進！動畫少女…！？

## 相關頁面
- 高雄捷運
- 前進吧！高捷少女 Initiating Station
- 高捷少女角色形象歌曲 Station.1
- 高捷戀旅
- 高捷少女

## 外部連結
- 《前進吧！高捷少女 湛藍時光》特設網站（日語）
- GA文庫官方網站（页面存档备份，存于）（日語）
- https://www.facebook.com/K.R.T.GIRLS （页面存档备份，存于）（繁體中文）
- 高雄捷運 （页面存档备份，存于）（繁體中文）